# Comtat d'Avinyó
El comtat d'Avinyó (també anomenat Comtat de Provença-Avinyó) fou una jurisdicció feudal d'Occitània amb capital a la ciutat d'Avinyó.

## Història

### El comtat
El comtat d'Avinyó podia haver existir durant l'època merovíngia, quan les ciutats amb bisbe tenien comte; però la seu va desaparèixer a la segona meitat del segle VII i va tardar més de dos-cents anys a restablir-se. Avinyó apareix en endavant lligat al comtat d'Arle (o Provença-Arle).

### Genealogia de la línia comtal
Seguint al genealogista català Armand de Fluvià i Escorsa l'origen estaria en un noble de nom Rotbald o Ratbold, pare de Rotbald l'Antic, mort el 948. À la mort d'Hug d'Arle, el rei Conrad I d'Arle, va repartir el comtat d'Arle o Provença en tres parts que va donar a:
- Bosó II d'Arle, fill de Rotbald l'Antic, comte d'Arles 947-967
- Guillem d'Avinyó, germà de l'anterior, comte d'Avinyó 947-? (mort sense hereus abans del 967)
- Griffó d'Apt, comte d'Apt

Guillem i Bosó van eliminar a Griffó. Guillem només hauria deixat un fill de nom Arquimbald, que era clergue. Bosó va reunir tot el comtat normalment anomenat comtat de Provença i a la seva mort el van heretar els seus fills Rotbald I (o Ratbold I) comte d'Avinyó, i Guillem I l'Alliberador, comte d'Arle i marquès.
Rotbald (+1002) va repartir la seva herència entre dos fills, Guillem II (+ 1024 sense successió) i Rotbald II (+1010). La meitad d'Avinyó d'aquest va passar al seu fill Guillem III Venaisí, que el 1024 va reunir els territoris del seu oncle Guillem II. Va morir el 1042 (la seva única filla Llúcia segurament havia mort) i l'herència es va repartir:
- Un part va passar a Jofre I d'Arle, membre de la branca originada en Guillem I l'Alliberador
- Una altra part a Emma (germana de Guillem III) casada amb Guillem IV Tallaferro comte de Tolosa

Emma va deixar la seva part als seus fills Bertran I, comte d'Avinyó, Forcalquier, Aurenja i Dia i marquès, i Pons II de Provença i III de Tolosa que portà els títols de comte de Tolosa, Albi, Alvèrnia, Sant Geli, Velai, i Carci, i marquès de Provença i va fundar la branca dels comtes de Tolosa i marquesos de Provença.
Bertran I, comte d'Avinyó, Aurenja i Dia i marquès, va morir després del seu únic fill mascle Ramon (mort abans del 1040) i el va succeir la seva filla Hildegarda Eva, que va aportar la seva herència al seu marit Folc Bertran I, abans esmentat. Així Provença quedava dividida en tres parts: 
- La dels comtes de Tolosa i marquesos de Provença (vegeu comtat de Tolsa)
- La d'Hildegarda i Folc Bertran, comtes d'Avinyó, Forcalquier, Aurenja i Dia i marquesos
- La de Jofre I comte d'Arle i Niça, i comte de part d'Avinyó, marquès

Les particions implicaven parts indivises en les que també entraven les filles que no feien un bon matrimoni. La branca d'Hildegarda i Folc Bertran, que tenien Forcalquier, part d'Avinyó, Aurenja i Dia, es va repartir entre cinc fills:
- Guillem IV Bertran comte a part d'Avinyó, Forcalquier i Sisteron, pare d'Adelaida (morta 1138) casada amb Ermengol IV d'Urgell origen dels comtes catalans de Forcalquier.
- Jofre I comte a Dia al que van heretar el seu fill Guillem, comte de Dia (+ després de 1090) i Adelaida, casada amb Iscard I que va encetar la branca de comtes de Dia (francès Die)
- Guillem I comte a Gap i Embrun, mort sense fills mascles
- Eldearda de Provença, comtessa a part d'Avinyó, casada amb Ramon IV de Sant Geli, comte de Tolosa i marquès de Provença, que va rebre una part indivisa d'Avinyó
- Gerberga comtessa a Aurenja, casada amb Bertran II Rambold I vescomte de Sisteron

I la de Jofre I d'Arle, Niça i part d'Avinyó i marquès es va partir en dos fills (una tercera filla Estefania, morta vers 1085, fou esposa de Guillem II de Besalú i no va rebre res, i un quart, Guillem, va morir jove):
- Bertran I d'Arle, comte indivís a Arle, Niça i part d'Aviynó i marquès, que fou pare de Cecília, casada amb Bernat Ató I vescomte de Carcassona, Rasès, Besiers, Agde, Albi i Nimes
- Gerberga I comtessa indivisa a Arle, Niça i part d'Aviynó, casada amb Gilbert I vescomte de Millau i part del Carladès (Carlat), que foren els pares d'Estefania de Provença i de Dolça de Provença; Estefania estava casada amb Ramon I dels Baus al que va aportar els seus drets, que no foren reconeguts i van donar lloc a les guerres baussenques (1144-1162) acabades amb la incorporació de la senyoria dels Baus al domini reial de Barcelona; Dolça va aportar els seus territoris i drets de Provença a Arle, Niça i part d'Avinyó, i a Millau i Carlat, al casal de Barcelona per matrimoni amb Ramon Berenguer III.

### Domini català
Va estar en endavant en mans de la nissaga del casal de Barcelona a Provença fins a la mort sense hereus de Ramon Berenguer V el 1245. La seva filla Beatriu I de Provença es va casar amb Carles de França (Carles I de Provença) conegut després com a Carles I d'Anjou o Carles I de Nàpols. El 1249 va morir el marquès Ramon VII de Tolosa el Jove i la seva filla Joana va aportar els seus drets a Avinyó i el marquesat de Provença al seu marit Alfons de França (Alfons de Poitiers i llavors Alfons III de Tolosa) germà de Carles de França (Carles d'Anjou). Llavors Avinyó es va erigir en república però el 1251 Alfons i Carles de França (Alfons de Poitiers i Carles d'Anjou), germans del reis Lluís IX de França el Sant, la van sotmetre i els dos germans foren consenyors. Mort Alfons el 1271 el seu nebot Felip III de França (fill de Lluís IX) va heretar la part del comtat de Provença (l'Alta Provença) i Avinyó i el 1285; al morir el va heretar el seu fill Felip IV de França el Bell, que la va cedir el 1290 a Carles II d'Anjou (fill i successor de Carles I d'Anjou el 1285) que així va unificar Provença.